# Gerard de Namur
Gerard de Namur (zm. 1155) – kardynał pochodzący z terenów dzisiejszej Belgii (wówczas Lotaryngia, część Świętego Cesarstwa Rzymskiego). W starszej historiografii jest błędnie identyfikowany jako Gerardo Caccianemici, bratanek papieża Lucjusza II (1144-45).
Urodził się w Namur i studiował w opactwie Lombes w Hainaut. Następnie został kanonikiem kapituły katedralnej w Leodium. Nominację kardynalską otrzymał od papieża Eugeniusza III z tytułem diakona S. Maria in Via Lata. Uczestniczył w papieskiej elekcji 1153. W 1154 roku był legatem papieża Anastazego IV w Niemczech wobec cesarza Fryderyka I w związku z konfliktem o obsadę arcybiskupstwa w Magdeburgu. W trakcie legacji popadł w niełaskę cesarza i musiał wracać do Rzymu, gdzie dotarł prawdopodobnie na początku 1155 roku. Ostatnia sygnowana przez niego bulla nosi datę 21 lipca 1155.